# Karl Heinz Bohrer
Karl Heinz Bohrer (ur. 26 września 1932 w Kolonii, zm. 4 sierpnia 2021 w Londynie) – niemiecki literaturoznawca, krytyk literacki, myśliciel i publicysta.

## Biografia
Bohrer jest synem doktora ekonomii Hermanna Bohrera i Elisabeth Bohrer z domu Ottersbach. W latach 1939–1945 uczęszczał do Volksschule w jego rodzinnym mieście. Następnie był uczniem humanistycznego gimnazjum i Landschulheim w Birklehof w Szwajcarii. Pedagogika Internatu została po II wojnie światowej odbudowana przez filozofa Georga Pichta. W roku 1953 zdał egzamin maturalny i następnie studiował germanistykę, teatrologię i historię na Uniwersytecie w Kolonii. W tym samym roku pojechał pierwszy raz do Anglii, o której pisał wielokrotnie w następnych dekadach.
W semestrze letnim 1954 wyjechał na wymianę studencką na Uniwersytet w Getyndze, gdzie kontynuował naukę germanistyki, historii i zaczął studia z filozofii. W Getyndze spotkał germanistów Arthura Henkela (który później został jego promotorem podczas studiów doktoranckich), Wolfganga Kaysera i Hansa Neumanna, historyków Hermanna Heimpela, Karla Lange, Percyego Ernesta Schramma i Reinharda Wittrama, a także filozofów Helmutha Plessnera i Hermanna Weina.
W roku 1957 na Uniwersytecie w Getyndze Bohrer zdał egzamin państwowy z historii i z germanistyki. Następnie pracował jako lektor języka niemieckiego w Deutsches Zentrum w Sztokholmie. Na doktorat zapisał się w semestrze letnim w roku 1960 na Uniwersytecie w Heidelbergu, na którym usłyszał o historyku Rudolfie von Albertini i germanistach Arthurze Henkelu i Peterze Wapnewskim. W roku 1961 u Arthura Henkela obronił rozprawę doktorską na temat „Mit północy. Badania nad proroctwami historii romantycznej”.
Od 1968 roku Bohrer pracował jako krytyk literacki i redaktor odpowiedzialnym za dział literatury w FAZ, a w 1974 roku zastąpił go Marcel Reich-Ranicki, który mówił o swoim poprzedniku, że ten zredagował „literaturę z powrotem do widowni”. Po rocznej przerwie powrócił do pracy dla FAZ jako londyński korespondent.
W latach 1977–1978 habilitował się w dziedzinie lingwistyki i literaturoznawstwa na Uniwersytecie w Bielefeldzie z rozprawą o „Estetyka horroru. Pesymistyczny romantyk i wczesne dzieła Ernsta Jüngersa”. W 1982 roku został powołany do zakładu Nowej Niemieckiej Historii Literatury na Uniwersytecie w Bielefeldzie. Dwa lata później zostało powierzone Bohrerowi stanowisko wydawcy gazety Merkur, które piastował wraz z Kurtem Scheelem w latach 1991–2011. Od 1993 roku publikuje także serię Aesthetica z Suhrkamp-Verlag. Bohrer był pierwszym posiadaczem profesury Heidelberga Gadamera.
W 1997 w Bielefeldzie przeszedł na emeryturę. Był żonaty z pisarką Undine Gruenter, która zmarła w 2002 roku. Obecnie mieszka w Londynie, jego drugą żoną jest Angela Bielenberg z domu von der Schulenburg.

## Twórczość
Austriacki pisarz Franz Schuh charakteryzuje Bohrera w eseju „Der letzte Ästhet. Zu den Schriften Karl Heinz Bohrers” jako obecnie najważniejszego myśliciela estetyki”. W niniejszej pracy Schuha omówiono szereg prac Bohrera, które zostały poświęcone tematyce estetyce horroru i zła; są to:
1. Erscheinungsschrecken und Erwartungsangst;
2. Die Ästhetik des Schreckens. Die pessimistische Romanitk und Ernst Jüngers Frühwerk;
3. Die Grenzen des Ästhetischen;
4. Sprachen der Ironie – Sprachen des Ernstes. Das Problem;
5. Ästhetik des Staates;
6. Das Böse –eine ästhetische Kategorie?;
7. Der Abschied. Theorie der Trauer. Baudelaire, Goethe, Nietzsche, Benjamin;
8. Möglichkeiteneiner nihilisitschen Ethik.
Obok późniejszych esejów Bohrer napisał również dwutomową autobiografię: Granatsplitter (2012) oraz Jetzt (2017)
Przy okazji gry na Wembley-Elf (1972) Bohrer jako ówczesny korespondent z Londynu sformułował wyrażenie dotyczące jego osiągnięć jako „z głębi kosmosu”. Formuła sprawiła, że wyrażenie stało się idiomem nie tylko w dyskursie piłkarskim i tytułem filmu. Bohrer jest kojarzony ze sformułowaniem „dobry gość”.

## Wyróżnienia i nagrody
- 1968: Nagroda Joseph E. Drexela
- 1978: Nagroda Johanna Heinricha Mercka za essej i krytyke literacką[18]
- 1994: Medal Wilhelma Heinse
- 2000: Nagroda Lessinga za krytykę
- 2002: Gadamer-Stiftungsprofessur; niemiecka nagroda językoznawcza
- 2005: Wielka Nagroda Literacka Bawarskiej Akademii Sztuk Pięknych
- 2007: Nagroda Heinricha Manna[19]
- 2011: Wyróżnienie Niemieckiej Akademii Języka i Poezji. Darmstadt.
- 2014: Order Zasługi Republiki Federalnej Niemiec

## Dzieła literackie
- Der Mythos vom Norden. Studien zur romantischen Geschichtsprophetie, Heidelberg 1962, DNB 481920579, OCLC 252040202 (Inauguracyjna rozprawa o uzyskaniu stopnia doktora na Wydziale Filozoficznym Uniwersytetu im. Ruprechta Karlsa w Heidelbergu, Referent Arthur Henkel, Drugi referent: Friedrich Sengle, 26.02.1962, 146 str.).
- Die gefährdete Phantasie, oder Surrealismus und Terror. Carl Hanser, Monachium 1970 (bez ISBN).
- Der Lauf des Freitag. Die lädierte Utopie und die Dichter. Eine Analyse. Carl Hanser, Monachium 1973, ISBN 978-3-446-11718-1. (Recenzja: Rudolf Hartung, Reflexion über die Utopie, w: Die Zeit 37/1973).
- Die Ästhetik des Schreckens. Die pessimistische Romantik und Ernst Jüngers Frühwerk. Carl Hanser, Monachium–Wiedeń 1978, ISBN 3-446-12511-6. – Następne wydania Ullstein, Frankfurt nad Menem–Berlin–Wiedeń 1983, ISBN 3-548-35172-7.
- Ein bißchen Lust am Untergang. Englische Ansichten. Carl Hanser, Monachium 1979, ISBN 978-3-446-12720-3.
- Plötzlichkeit. Zum Augenblick des ästhetischen Scheins. Suhrkamp, Frankfurt nad Menem 1981, ISBN 978-3-518-11058-4.
- (wyd.:) Mythos und Moderne. Begriff und Bild einer Rekonstruktion. Suhrkamp, Frankfurt nad Menem 1983, ISBN 978-3-518-11144-4.
- Der romantische Brief. Die Entstehung ästhetischer Subjektivität. Carl Hanser, Monachium–Wiedeń 1987, ISBN 978-3-518-11582-4.
- Nach der Natur. Über Politik und Ästhetik. Carl Hanser, Monachium–Wiedeń 1988, ISBN 978-3-446-15301-1.
- Die Kritik der Romantik. Der Verdacht der Philosophie gegen die literarische Moderne. Suhrkamp, Frankfurt nad Menem 1989, ISBN 978-3-518-11551-0.
- (Hrsg.:) Ästhetik und Rhetorik. Lektüren zu Paul de Man. Suhrkamp, Frankfurt nad Menem 1993, ISBN 978-3-518-11681-4.
- Das absolute Präsens. Die Semantik ästhetischer Zeit. Suhrkamp, Frankfurt nad Menem 1994, ISBN 978-3-518-28655-5.
- Der Abschied. Theorie der Trauer. Suhrkamp, Frankfurtnad Menem 1996, ISBN 978-3-518-40807-0 (jako TB, 2014: ISBN 978-3-518-29702-5).
- Die Grenzen des Ästhetischen. Monachium 1998, ISBN 978-3-446-19476-2.
- Provinzialismus. Ein physiognomisches Panorama. Müonachium 2000, ISBN 978-3-446-19924-8.
- (Hrsg.:) Sprachen der Ironie – Sprachen des Ernstes. Suhrkamp, Frankfurt nad Menem 2000, ISBN 978-3-518-12083-5.
- Ästhetische Negativität. Monachium 2002, ISBN 978-3-446-20071-5.
- Ekstasen der Zeit. Augenblick, Gegenwart, Erinnerung. Carl Hanser, Monachium–Wiedeń 2003, ISBN 978-3-446-20320-4.
- Imaginationen des Bösen. Für eine ästhetische Kategorie. Monachium 2004, ISBN 978-3-446-20494-2.
- Großer Stil. Form und Formlosigkeit in der Moderne. Carl Hanser, München 2007, ISBN 978-3-446-20933-6.
- Das Tragische. Erscheinung, Pathos, Klage. Monachium 2009, ISBN 978-3-446-23079-8.
- Selbstdenker und Systemdenker. Über agonales Denken. Carl Hanser, Monachium 2011, ISBN 978-3-446-24184-8.
- Granatsplitter. Eine Erzählung. Carl Hanser, Monachium 2012, ISBN 978-3-446-23972-2.
- Das Erscheinen des Dionysos, antike Mythologie und moderne Metapher. Suhrkamp, Berlin 2015, ISBN 978-3-518-58618-1.
- Ist Kunst Illusion? (= Edition Akzente). Hanser, Monachium 2015, ISBN 978-3-446-24729-1.
- Jetzt: Geschichte meines Abenteuers mit der Phantasie. Suhrkamp, Berlin 2017, ISBN 978-3-518-42579-4.

## Wywiady
- Alexander Kluge: 200 Jahre Revolution: Die Guillotine -- Es berichtet: Karl Heinz Bohrer. w: 10 vor 11 (dctp), RTL plus, 30. maj 1988.
- Olaf Haas, Karim Zendagui, Stefan Bollmann: Ich würde die Welt zweiteilen. Gespräch mit dem Literaturwissenschaftler und Herausgeber des, Merkur‘ am 20.08.1989 w Paryżu. w: Zeitmitschrift. Journal für Ästhetik und Politik 6 (10.1989–01.1990), s. 63–81.
- Georg Stanitzek: „Verzicht auf bürgerliche Bewaffnung”. Interview mit Karl Heinz Bohrer. In: Texte zur Kunst, Nr. 5, 2. Jg. (1992), S. 71–87.
- Eckhard Schumacher: „Was war denn ’68?” Ein Gespräch mit Karl Heinz Bohrer. w: Bielefelder StadtBlatt 46/1997, s. 10–11.
- Mara Delius: Von der Erotik des Denkens. Was will ein Intellektueller? Karl Heinz Bohrer spricht mit Mara Delius über Einsamkeit, Duzen und Heldenmut, Ulrike Meinhof, Jürgen Habermas und Rita Hayworth. w: Die Welt, 30. Juni 2012, s. 21–22 (felieton) – online (Memento z 20.04.2013 w Internet Archive).
- Philipp Oehmke: Huckleberry Finn aus den Ruinen. Er ist einer der schillerndsten und umstrittensten deutschen Intellektuellen. Wie es dazu kam, erklärt Karl Heinz Bohrer in seiner autobiografischen Abenteuererzählung, http://www.spiegel.de/spiegel/print/d-87562026.html. w: Der Spiegel, 30. 07.2012, nr 31, s. 128–131.
- Jochen Rack: Gespräch mit Karl Heinz Bohrer. w: Sinn und Form 64,4 (lipiec/sierpień 2012), s. 481–491.
- Stefan Schlak: „Dieser Junge wünscht gefährlich zu leben”. Ein Gespräch mit Karl Heinz Bohrer. w: Zeitschrift für Ideengeschichte 4,3 (jesień2012), s. 49–66.
- Jürgen Kaube: „Die Ungeheuerlichkeit des täglichen Erlebens”. Karl Heinz Bohrer über seine intellektuelle Biographie. w: Frankfurter Allgemeine Zeitung, 8.03. 2017, nr 57, s. 9–11 (felieton)- online.

## Literatura
- Karlheinz Weißmann: Karl Heinz Bohrer, w:Staatspolitisches Handbuch. tom 3, wydawnictwo Antaios, Schnellroda 2012. s. 23–24. Online

## Strony internetowe
- Literatura Karla Heinza Bohrera i literatura o nim w katalogu Deutsche Nationalbibliothek
- Franz Schuh: Zu den Schriften Karl Heinz Bohrers – Der letzte Ästhet. w: Die Zeit 15/1998.
- Fragmenty dzieł Karla Heinza Bohrera ze strony Stanford University
- Kein Abschied.. uni-bielefeld.de. [zarchiwizowane z tego adresu (2016-03-03)]. w: Bielefelder Universitätszeitung 190/1997, o przejściu na emeryturę
- Freier Geist und schöne Welt. w: taz, 2.05.2007, w sprawie przyznania nagrody im. Heinricha Manna
- Thea Dorn: Karl Heinz Bohrer: „Granatsplitter”. Erzählung einer Jugend. Literatur im Foyer, SWR, 24.01.2013, w SWR-Mediathek.
- Karl Heinz Bohrer: Stil treibt Gesinnung aus. Heinrich Heines politische Prosa. odczyt z dn. 12.07.2013 (Uni Bonn) na YouTube